# Imatge ROM

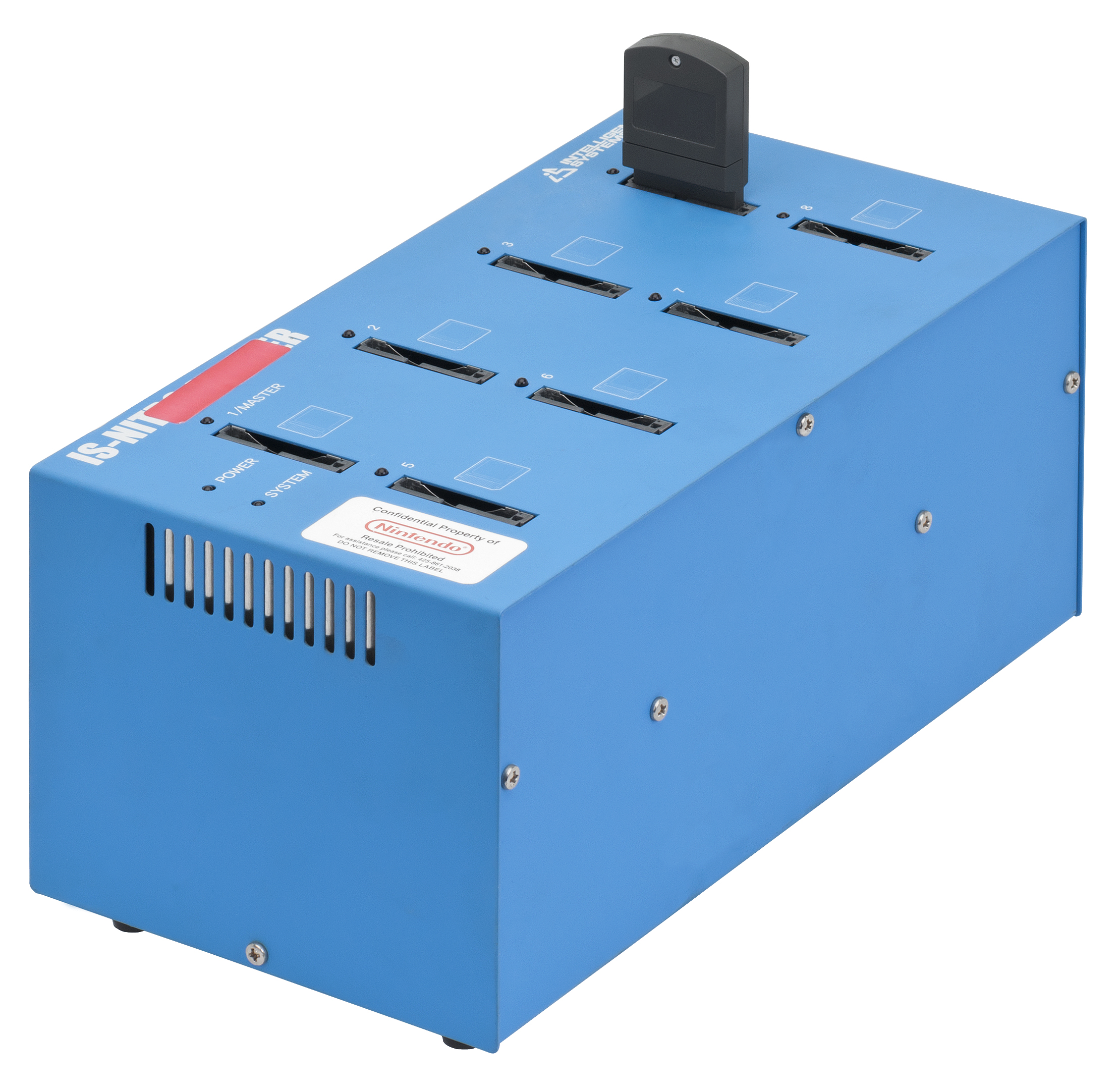
Foto d'un cremador que es mostra com una caixa de color blau amb vuit places a la part superior, i un cartutx es troba en una de les ranures. Els desenvolupadors de jocs utilitzen cremadors de ROM (com aquest cremador de Intelligent Systems per a Nintendo DS) per copiar les seves imatges ROM als mitjans de comunicació per a la depuració i la prova de QA

Una imatge de ROM, és un fitxer informàtic que conté una còpia de les dades d'un xip read-only memory, sovint d'un cartutx, microprogramari d'un ordinador, o d'una placa base de arcade system board. El terme s'utilitza amb freqüència en el context de l'emulador de la consola de videojocs, on els jocs antics o el firmware de l'ordinador es copien als fitxers de ROM en ordinadors moderns i es pot, mitjançant un programari anomenat emulador, es pot executar en una computadora.

## Creació

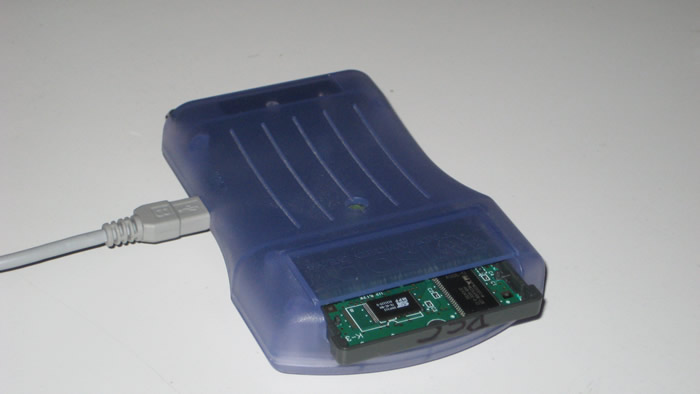
Dispositiu d'eliminació de ROM per a Game Boy Advance

Les ROM es poden copiar dels xips de memòria de només lectura que es troben en jocs basats en cartutxos i moltes màquines d'arcade que utilitzen un dispositiu dedicat en un procés conegut com a "dumping". Per a sistemes de videojocs domèstics més habituals, aquests dispositius estan àmpliament disponibles, com ara el Doctor V64 o el Retrocedir.
Les ROM de les màquines d'arcade, que de fet estan molt personalitzades PCB, sovint requereixen configuracions individuals per a cada màquina, juntament amb una gran quantitat d'experiència.

### Mecanismes de protecció de còpia
Tot i que les imatges ROM s'utilitzen sovint com a mitjà de preservar la història dels jocs d'ordinador, també s'utilitzen sovint per facilitar la còpia i redistribució no autoritzada de jocs moderns. En veure això com a reducció potencial de les vendes dels seus productes, moltes empreses de jocs han incorporat funcions que estan dissenyats per evitar la còpia, tot i que permeten reproduir el joc original. Per exemple, el Nintendo GameCube va utilitzar mitjans òptics de 8 graus no estàndard com a DVD que durant molt de temps van impedir que es copien els jocs a les PC. No va ser fins que es va trobar un forat de seguretat a  Phantasy Star Online Episode I & II que els jocs de GameCube podien copiar-se amb èxit a una PC, utilitzant el mateix GameCube per llegir els discos.
 SNK també va utilitzar una protecció en els seus jocs Neo Geo començant amb  The King of Fighters  el 1999, que va utilitzar un algoritme de xifrat al ROMs gràfiques que els impedia jugar en un emulador. Molts van pensar que això significaria el final de l'emulació de Neo Geo. Tanmateix, des de l'any 2000, els hackers van trobar una manera de desxifrar i desfer els ROM amb èxit, fent-los reproduir una vegada més en qualsevol emulador de Neo Geo.
Una altra empresa que va protegir els seus jocs d'arcade va ser Capcom, coneguda per la seva placa de CPS-2. Això contenia un algoritme de protecció de còpies pesat que no es va trencar fins a 7 anys després del llançament del sistema el 1993. L'arrencada original del CPS2Shock Team no era una veritable emulació de la protecció, ja que utilitzava taules XOR per saltar el xifratge original i permetre que el joc per jugar en un emulador. La seva intenció declarada era esperar fins que els jocs CPS-2 no eren rendibles per alliberar el mètode de desencriptació (tres anys després de l'última versió del joc). L'algoritme de desxifratge complet va ser esquerdat en 2007 per Nicola Salmoria, Andreas Naive i Charles MacDonald de l'equip de desenvolupament MAME.
Una altra tècnica de protecció contra còpia utilitzada en els jocs de cartutx va ser que el joc intentés escriure a ROM. En un cartutx autèntic això no faria res, però, els emuladors sovint permetrien que l'escriptura tingués èxit. Els cartutxos pirates també solen utilitzar fitxes escrivibles en comptes de ROM. En llegir el valor de nou per veure si l'escriptura va tenir èxit, el joc podria saber si s'està executant des d'un cartutx autèntic. Alternativament, el joc simplement pot intentar sobreescriure les instruccions crítiques del programa, que si ho fa, no es pot reproduir.
Alguns jocs, com els jocs de Game Boy, també tenien altres maquinaris com els controladors de la targeta de memòria connectats al bus del cartutx. El joc enviava dades a aquest maquinari intentant escriure-ho en àrees específiques de ROM; per tant, si la ROM es pot escriure, aquest procés corrompria les dades.
L'última placa d'arcade de Capcom és la CPS-3. Això va ser resistent als intents d'emulació fins al juny de 2007, quan el mètode de xifratge va ser  enginyeria inversa d'Andreas Naive. Actualment està implementat per MAME i una variant de la Nebulosa d'emulador CPS-2.

## Usos

### Emulació
Emulador de consola de videojocs solen prendre imatges de ROM com fitxer d'entrada.

### ROM de programari
Les imatges ROM s'utilitzen quan es desenvolupa per a computer embedded. El programari que s'està desenvolupant per a ordinadors incrustats s'escriu sovint en fitxers ROM per a proves en un ordinador estàndard abans d'escriure en un xip de ROM per al seu ús en el sistema incrustat.

### Conservació digital
La vida útil dels mitjans digitals rarament és genial. Tot i que les fotografies en blanc i negre poden sobreviure durant un segle o més, molts mitjans digitals poden tornar-se il·legibles després de només 10 anys. Això comença a convertir-se en un problema, ja que els sistemes informàtics d'hora poden ser actualment cinquanta o seixanta anys, mentre que les primeres videoconsoles poden tenir gairebé trenta anys d'antiguitat. A causa d'aquest envelliment, hi ha una preocupació important que molts dels primers equips informàtics i de videojocs no puguin sobreviure sense haver-se transferit als nous mitjans. Així, aquells que tenen un interès en la preservació busquen activament jocs d'arcade i videojocs més antics i intenten bolcar-los a imatges de ROM. Quan s'emmagatzemen en suports estandarditzats, com ara CD-ROM i DVD-ROM, es poden copiar a futurs mitjans amb un esforç reduït significativament.
La tendència a la distribució digital massiva de fitxers d'imatge ROM, tot i que potencialment perjudicial per als titulars de drets d'autor, també pot tenir un efecte positiu en la preservació. Tot i que amb el temps moltes còpies ROM originals de jocs antics poden deteriorar-se, trencar-se o esborrar-se, es pot distribuir una còpia en forma d'arxiu a tot el món, permetent jocs que d'altra manera haurien estat perduts amb més probabilitat de supervivència.

### Hacks i traduccions de fans
Una vegada que els jocs han estat disponibles en format ROM, és possible que els usuaris facin modificacions. Això pot prendre la forma d'alterar gràfics, canviar els nivells de joc, modificar el factor de dificultat o fins i tot traduir-se en un idioma pel qual originalment no s'havia posat a disposició d'un joc.  Un Hack sovint pot prendre formes humorístiques, com és el cas d'un hack de la versió  NES de Mario Bros. , titulada  Afro Mario Brothers , que compta amb els famosos germans que usen  Afro haircut s. El mod de  Metroid Redesign  és un hack de  Super Metroid  que actualitza el joc i afegeix nous objectius.
S'ha desenvolupat una gran escena per traduir jocs a altres idiomes. Molts jocs reben un llançament en una part del món, però no en un altre. Per exemple, molts jocs de rol de videojocs llançats al Japó no es publiquen a l'oest i l'est fora del Japó. Un grup de traductor de fans sovint traduirà el joc per a respondre a la demanda de títols. Per exemple, el joc de 1995  Tales of Phantasia  només va ser llançat oficialment al Japó; Les traduccions de DeJap traduïen el text del text del joc a l'anglès el 2001. A més, es va començar a traduir el discurs real del joc a un projecte anomenat Vocals of Phantasia. Una versió oficial en anglès no es va publicar fins al març del 2006, uns cinc anys després de la publicació de la traducció del text. Un altre exemple va ser el de Mother 3, una seqüela només del Japó del culte-favorit  Earthbound. Malgrat la resposta massiva dels fans i diverses peticions per a una traducció a l'anglès, l'única resposta de Nintendo va ser que la Mare 3 seria traduïda i estrenada a Europa, que mai va ser. En lloc d'això, el lloc web de fans Starmen.net va emprendre un projecte de traducció massiu i va llançar la versió traduïda de Mother 3 a l'octubre de 2008. La traducció va ser elogiada pels fans i fins i tot els empleats de Nintendo, Square Enix i altres professionals de la indústria.
El joc japonès  N64 Dōbutsu no Mori (Bosc Animal) també s'ha traduït a l'anglès. El joc originalment només es va llançar a N64 al Japó, però va ser portat a GameCube i es va canviar el nom de Animal Crossing.
Els rom hacks poden variar des de simples ajustaments com ara correccions gràfiques i trampes, fins a redissenyes completes del joc, en efecte creant un joc totalment nou utilitzant l'original com a base.

## Tipus d'imatges similars
Els fitxers d'imatge derivats de l'emmagatzematge de dades de cinta magnètica són coneguts com a imatge de cinta, mentre que els derivats de disquet s i CD-ROM s (i un altre disc formats) es coneixen com a imatge de disc. Les imatges copiades de mitjans òptics també s'anomenen imatge ISO, després d'un dels sistemes de fitxers estàndard per a mitjans òptics, ISO 9660.
La creació d'imatges d'altres mitjans sovint és considerablement més fàcil i sovint es pot realitzar amb maquinari fora de plataforma. Per exemple, la creació de la imatge de la cinta a partir de jocs emmagatzemats en cintes magnètiques (per exemple, la computadora  Sinclair ZX80 generalment implica simplement reproduir la cinta magnètica utilitzant un reproductor estàndard de cinta d'àudio connectat a la línia d'entrada d'una PC targeta de so. Això es registra en un fitxer d'àudio i es transforma en un fitxer d'imatge de cinta amb un altre programa. De la mateixa manera, molts jocs de CD i DVD es poden copiar amb una unitat de CD / DVD de PC estàndard.